# Essential Rarities
Essential Rarities — сборник американской группы The Doors, первоначально выпущенный в 1999 году как часть бокс-сета The Complete Studio Recordings, но переизданный в 2000 году как отдельный диск, содержащий студийные, концертные и демозаписи, взято из The Doors Box Set 1997 года.
Все треки на этом альбоме были официально выпущены в бокс-сете 1997 года, за исключением бонус-трека «Woman Is a Devil», который был взят с сессии «Rock Is Dead» на Elektra Studios 1969 года, и не был включён в версию альбома, изданную на данном бокс-сете.
Кроме того, некоторые песни появляются в более полной форме, чем их версии на Box Set: так «Roadhouse Blues» имеет 35-секундную секцию, которая была вырезана, и «Who Scared You?» имеет дополнительный текст.

## Список композиций
Авторы песен — группа The Doors, кроме «The Soft Parade», написанной Джимом Моррисоном
1. «Hello to the Cities» (запись выступления на Ed Sullivan Show, 1967 and at Cobo Hall, Detroit, 1970) — 0:56
2. «Break On Through» (запись выступления в Isle of Wight Festival, England, 1970) — 4:44
3. «Roadhouse Blues» (запись выступления в Madison Square Garden, New York, 1970) — 4:31
4. «Hyacinth House» (демозапись, записано на домашней студии Робби Кригера, 1969) — 2:38
5. «Who Scared You» (записано на Elektra Studios, 1969) — 3:55
6. «Whiskey, Mystics & Men» (записано на Elektra Studios, 1970) — 2:23
7. «I Will Never Be Untrue» (запись выступления в Aquarius Theater, Hollywood, 1969) — 3:58
8. «Moonlight Drive» (демозапись, записано на World Pacific Studios, 1965) — 2:31
9. «Queen of the Highway» (другая версия, записано на Elektra Studios, 1969) — 3:35
10. «Someday Soon» (запись выступления в Seattle Center, 1970) — 3:49
11. «Hello, I Love You» (демозапись, записано в World Pacific Studios, 1965) — 2:31
12. «Orange County Suite» (записано в Elektra Studios, 1970) — 5:44
13. «The Soft Parade» (запись выступления на PBS Television, New York, 1969) — 10:09
14. «The End» (запись выступления в Madison Square Garden, New York, 1970) — 17:46
15. «Woman Is a Devil» (записано на Elektra Studios, 1969) — 4:08

## Участники
- Робби Кригер — гитара
- Джим Моррисон — вокал, фортепьяно в «Orange County Suite»
- Рэй Манзарек — электроорган, фортепьяно, & бас-гитара
- Джон Денсмор — ударные
- Пол Ротшильд — продюсер
- Брюc Ботник — продюсер
- Даннy Шюгерман — мэнеджер
- Richard Evans — art direction and design
- Тодд Грэй — photo archivist